# Festival Dichato Vive 2015
Le Festival Dichato Vive 2015 est la 4e édition annuelle du Festival Dichato Vive.

## Développement

### 1renuit
- Date: 21 février 2015

Artistes
- Leo Dan
- Luis Jara
- Inti Illimani Histórico
- Millenium Show (humoristes)
- Los Charros de Luchito y Rafael

### 2enuit
- Date: 28 février 2015

Artistes
- Los Vásquez
- María José Quintanilla
- Los Atletas de la Risa (humoristes)
- Los Jaivas
- Chico Trujillo

### Sources
- (es) Cet article est partiellement ou en totalité issu de l’article de Wikipédia en espagnol intitulé « IV Festival Dichato Vive » (voir la liste des auteurs).